# Actio de tigno iuncto
L'actio de tigno iuncto è un istituto giuridico del diritto romano. Collocabile nel regime giuridico dell'inaedificatio, un caso specifico di accessione di un bene mobile a un bene immobile: ossia alla costruzione di un edificio con materiale appartenente a persona diversa dal proprietario del suolo. L'espressione fa riferimento a una disposizione delle Dodici Tavole relativa alla trave congiunta all'edificio altrui (il tignum iunctum, appunto), secondo la quale il proprietario dei materiali non avrebbe potuto richiedere la restituzione degli stessi, in quanto ciò avrebbe provocato la demolizione dell'edificio. In ossequio al principio del superficies solo cedit, ovvero la superficie accede al suolo, il proprietario dei beni mobili rimaneva quiescente nella sua proprietà potendola riavere una volta andato in rovina l'edificio. Nel caso in cui, però, i materiali per la costruzione fossero stati rubati, egli avrebbe potuto intentare l'actio de tigno iuncto contro il dominus aedium, ossia un'azione penale in duplum esercitabile anche in caso di buona fede del proprietario del terreno.